# 三国志豪傑伝
三国志豪傑伝（さんごくしごうけつでん）は、韓国のWeaver Interactiveが開発し、日本・韓国・中国で運営されているMMORPG。
日本でのサービスはゲームヤロウが行っている。